# کونگ پو: مشت وارد می‌شود
"کونگ پو" مشت وارد می‌شود (انگلیسی: Kung Pow! Enter the Fist) فیلمی در ژانر نقیضه و رزمی به کارگردانی استیو اودکرک است که در سال ۲۰۰۲ منتشر شد. از بازیگران آن می‌توان به استیو اودکرک و جیمی وانگ یو اشاره کرد.

## ماجرا
کودکی در گوشه ای از جهان چشم به جهان گشود و افسانه ها می‌گفتند او فرد برگزیده است. استاد درد (مسترپین) برای کشتنش و خانواده اش با همراهانش به آنها حمله کرد و خانه را سوزاند و خانواده اش را کشت. اما برگزیده گریخت …
بچه بزرگ و تبدیل به یک مرد شد. برای انتقام گرفتن عازم سفر شد. در مسیرش با اشرار مبارزه کرد و آنها را از سر راه برداشت. سرانجام به شهری رسید که استاد هنرهای رزمی، استاد تانگ در آنجا بود. وی از او کمک خواست و تانگ پس از پافشاری‌های وی همه چیز را برایش روشن کرد. از جمله اینکه او فرد خاص و برگزیده است. او تا روزی که استاد درد پیدایش شد در آنجا تمرین کرد. وقتی هنرهای درد را دید متحیر شد. درد می‌دانست که برگزیده وارد شهر شده‌است. اما نمی‌دانست او کیست. همچنین اعلان کرد که از آن پس نامش به بتی تغییر یافته‌است. برگزیده فکر می‌کرد که می‌تواند بتی را شکست دهد. اما دریافت که در برابر وی هیچ شانسی ندارد. آن شب زنی بنام ووها وارد شد که آن زن یک سینه حجیم داشت که گویی پر از شیر بود و برگزیده را مجذوب خود کرد سپس بعد از یک مبارزه کوچک به او هشدار داد که با بتی درنیفتد و همچنین اخطار داد که برگزیده از علفزار دوری کند. چرا که در آنجا با طرفدار سرسخت بتی یعنی بامون یو مواجه خواهد شد. اما برگزیده هشدارها را باور نکرد و فردا برای انتقام‌گیری از بتی حرکت کرد. بتی در آبشاری اتلاف وقت می‌کرد. برگزیده برای عبور از آبشار بایستی از علفزار نیز عبور کند. در همان موقع بود که با مون یو روبرو شد. گاو ماده ای که کاراته بلد بود. مون یو گاوی با پستان هایی مملو از شیر بود اما همین کار دستش داد؛ پس با برگزیده وارد جنگ شد. برگزیده که علاقه عجیبی به پستان‌ها نشان میداد در اینجا نیز توجه اش به پستان گاو جلب شد.علاوه بر هنرهای رزمی خود، با شلیک شیری که در پستان داشت به عنوان سلاح استفاده کردو برگزیده راخیس کرد در مقابل برگزیده مقداری از شیر اورا توانست بخورد . همین مسئله برگزیده را عصبی کرد. پس با مشتهای فولادینش به پستان پرشیر گاو او را شوکه کرد و ضربات تند و قیافه ای عجیب و شلاق مانند انگشتانش به پستانکها گاو را به درد اورد و ماما کرد. همچنین سینه گاو را با دندان‌هایش گاز گرفت و وحشیانه با دو دستش به آن چنگ انداخت تا گاو باری دیگر از فرط درد، بلند ماما کشید و سرانجام برگزیده به سمت پستان های گاو شیرجه زد و خنده کنان شیر گاو را انقدر دوشیدو گاو بینوا شاهد حرام شدن شیر خود و لاغر شدنش بود و به طور زیباو لذت بخشی زجه میزد تا گاو خالی شد از شیر و شکست خفت باری خورد که البته حقش بود و مون یو لاغر و نحیف شد. برگزیده پس از چیرگی بر گاو به طرف آبشار رفت. بتی از وی بخاطر مبارزه اش با گاو تقدیر کرد. اما بالاخره برگزیده به او گفت که کیست. سرانحام مبارزه ای شد و بتی پیروز شد او و پدر لینگ رو شکست دهد. پدر لینگ بر اثر جراحات بسیار مرد و این مسئله انگیزه ای شد برای انتقام گرفتن از بتی…